# Victoria Numan
Victoria Numan, född 1921, död 19 februari 2004, var en irakisk feminist. 
Hon blev 1941 en av de första kvinnorna i Irak att studera juridik. Hon anställdes 1943 som nyhetsuppläsare i radio, och blev därmed Iraks första kvinnliga radioprogramledare. Hon var medlem i kommunistpartiet, och var 1945 en av grundarna av Iraqi Women's Union.